# FK Železnik Belgrad
FK Železnik – serbski klub piłkarski z Belgradu, założony w roku 1930. Po połączeniu z klubem FK Voždovac w czerwcu 2005 klub zakończył swoją działalność. W 2009 roku klub wznowił działalność.